# Барз (Караш-Северин)
Барз (рум. Bârz) насеље је у Румунији у округу Караш-Северин у општини Далбошец. Oпштина се налази на надморској висини од 215 m.

## Становништво
Према подацима из 2002. године у насељу је живело 74 становника, од којих су сви румунске националности.